# Nicolletia
Nicolletia A.Gray è un genere di piante della famiglia delle Asteracee, che comprende 3 sole specie, endemiche degli Stati Uniti meridionali e del Messico.

## Tassonomia
Il genere fa parte della sottotribù Pectidinae, raggruppamento che la classificazione tradizionale colloca all'interno della tribù Heliantheae e che la moderna classificazione filogenetica attribuisce alle Tageteae.

Il genere comprende le seguenti specie:
- Nicolletia edwardsii A.Gray
- Nicolletia occidentalis A.Gray
- Nicolletia trifida Rydb.